# Вулиця Сіксоя (Дрогобич)
Вулиця Руслана Сіксо́я — одна із вулиць Дрогобича. Розташована у місцевості Плебанія.

## Назва
У радянські часи названа на честь російського композитора, засновника російської класичної музики Михайла Глінки.
21 квітня 2022 року вулицю Глінки перейменували на честь полеглого військового Руслана Сіксоя. Чоловік був одружений з дрогобичанкою.

## Історія та забудова
Вулиця Руслана Сіксоя — одна із найзагадковіших вулиць Дрогобича, оскільки пройтися нею неможливо  — де-факто, вона не існує. До неї прикріплено три будівлі: № 1 та № 15 (фактично розташовані на вулиці Максима Залізняка) та № 15/1 (фактично розташований на провулку Чумацькому).
Запроєктована вулиця за часів Радянського Союзу. Мала простягатись із заходу на схід на 140 метрів, сполучаючи вулицю Степана Витвицького та провулок Четарів, паралельно до вулиці Максима Залізняка.
На вулиці переважає садибна забудова 1970-х років.